# Phuket (eiland)
Phuket is een eiland in de provincie Phuket in Thailand. Het is qua oppervlakte het grootste eiland van Thailand. Op het eiland liggen veel stranden die populair zijn bij vakantiegangers, ook om te duiken.
Phuket ligt tussen de Andamanse Zee en Phuketzee in en wordt omringd door vele eilandjes eromheen. Phuket wordt afgescheiden van het vasteland van het schiereiland Malakka door een nauwe straat. Het eiland wordt verbonden met het vasteland door de Sarasinbrug.

## Geschiedenis
Gelegen voor de westkust van Thailand speelde Phuket altijd als een belangrijke rol in het handelsverkeer over zee. Zeelieden die vanuit India op weg waren naar China stopten hier vaak om te overnachten en te schuilen voor het slechte weer.

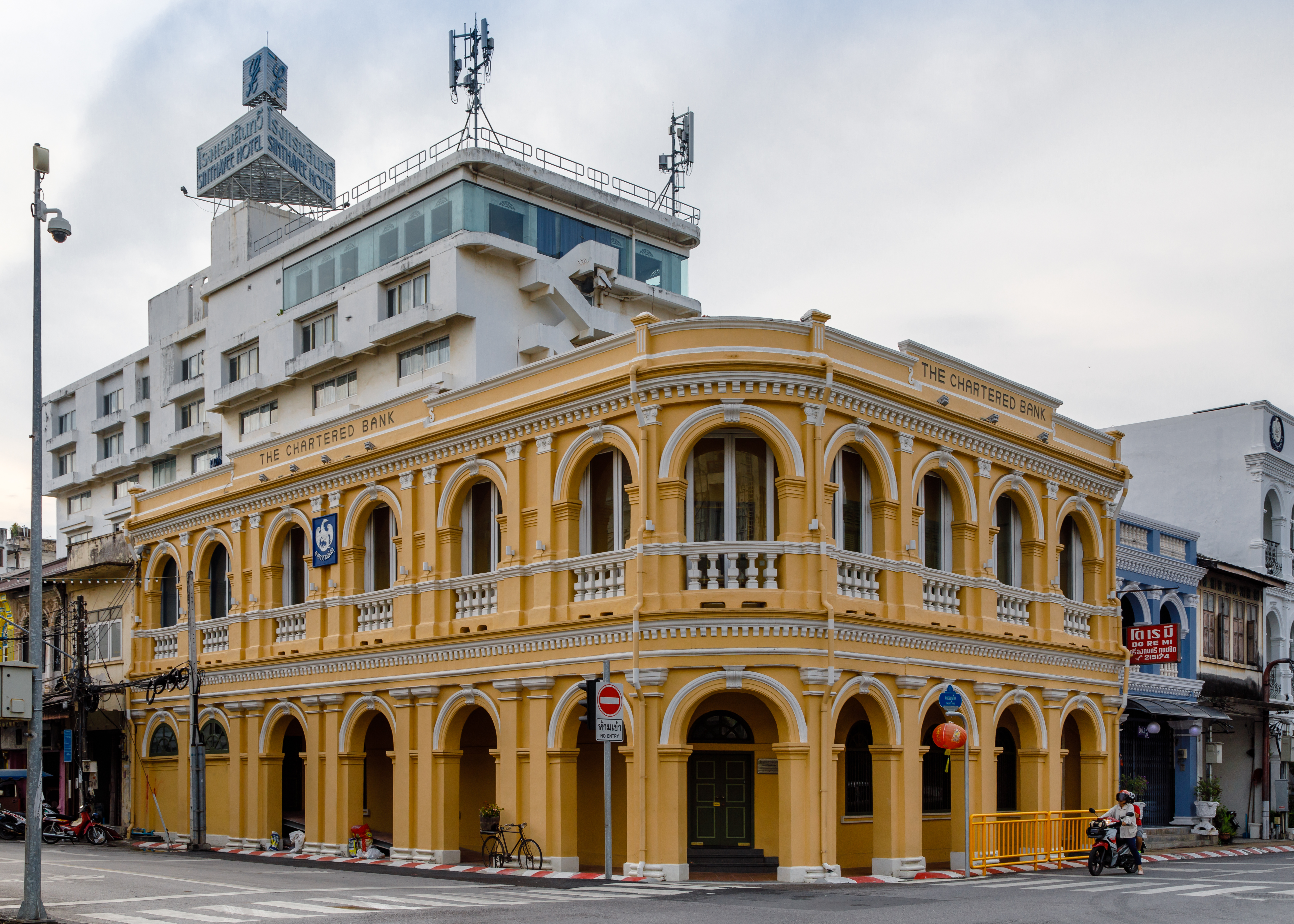
Koloniale bouwstijl in Phuket stad

In de 16e en 17e eeuw richtten de Nederlanders, Engelsen en Fransen op Phuket handelsposten op. In de 19e eeuw was het eiland door zijn tinvoorraad en rubberplantages inmiddels uitgegroeid to een zeer belangrijke handelspost. Deze bloeirijke periode is nu nog herkenbaar aan de herenhuizen in koloniale stijl. Je vindt deze met name in Phuket stad.
Gedurende de 19e eeuw arriveerden vele Chinese immigranten op Phuket om te werken in de tinmijnen. Dit zorgde voor een grote Chinese invloed op het eiland. De vissersplaatsjes langs de kust werden voornamelijk bewoond door moslims.
Tijdens het bewind van koning Rama V werd Phuket het administratieve centrum van de tinmijn provincies, genaamd Monton Phuket.
In 1933 werd het eiland Phuket een provincie.

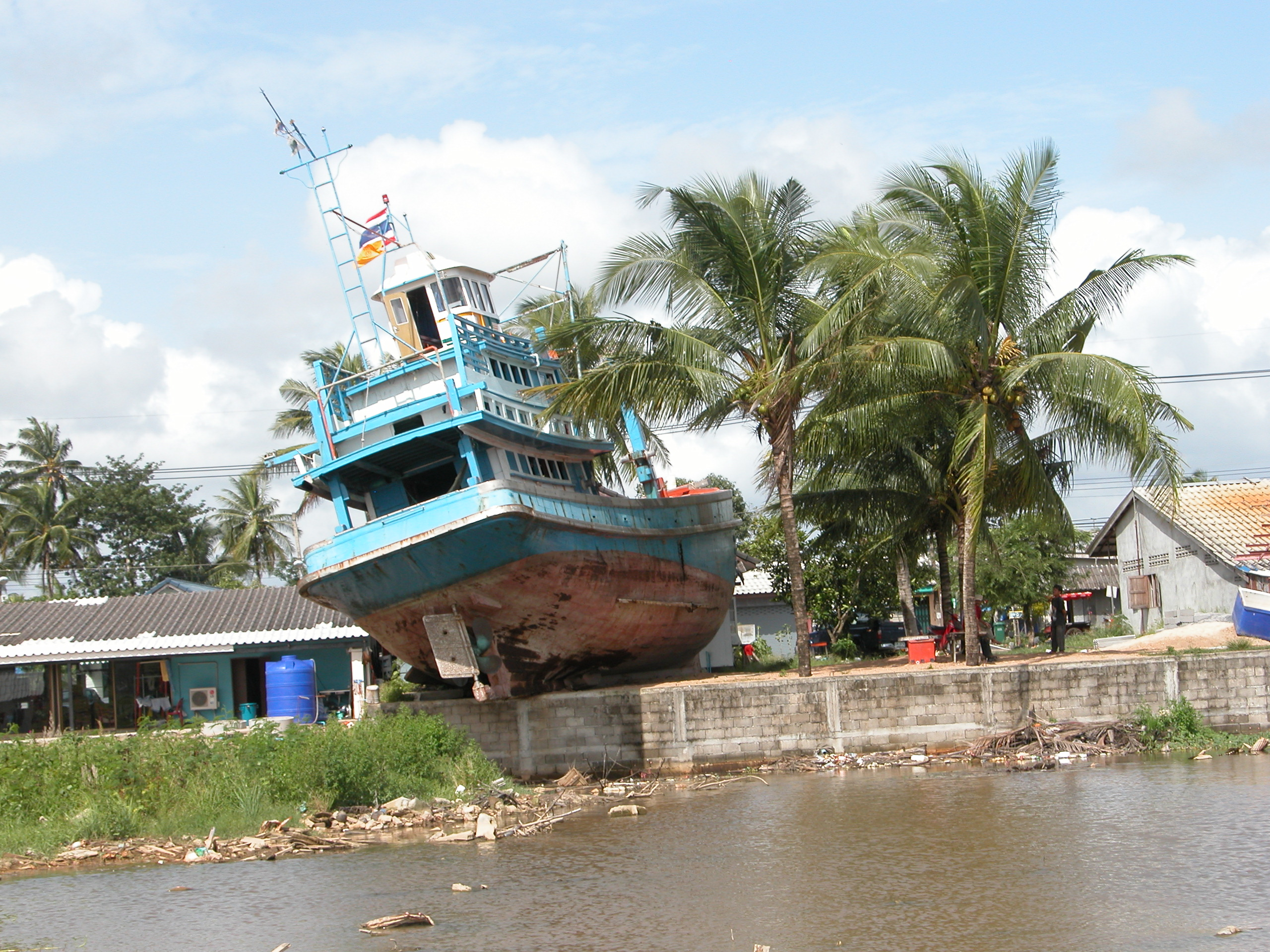
Door de Tsunami kwam deze boot op het land terecht

### Tsunami 2004
Op 26 december 2004 werd het eiland zwaar getroffen door een tsunami, ontstaan als gevolg van een zeebeving bij Sumatra. Op Phuket vielen zo'n 250 dodelijke slachtoffers, waaronder toeristen. De gebieden direct aan de kust liepen grote materiële schade op.
In februari 2005 was de meeste schade aan hotels en resorts hersteld, begon de bevolking het normale leven weer op te pakken en kwamen ook de eerste toeristen weer naar Phuket.

## Geografie
Phuket is het grootste eiland van Thailand. De province Phuket behelst echter ook nog 39 kleine eilandjes die zich voor de kust van Phuket bevinden. Als deze eilandjes meegeteld worden is de totale oppervlakte van de provincie 590 km². Phuket is via een brug met het vasteland verbonden.
Ongeveer 70% van het eiland bestaat uit bergen. Bos, rubber- en palmolie-plantages beslaan 60% van de oppervlakte. De westkust heeft de mooiste zandstranden van Phuket.

### Bestuurlijke indeling
Deze provincie Phuket is onderverdeeld in 3 districten (Amphoe), namelijk:
| Amphoe 1. Phuket 2. Kathu 3. Thalang |

## Klimaat
| Maand                                | jan | feb | mrt | apr | mei | jun | jul | aug | sep | okt | nov | dec | Jaar  |
| ------------------------------------ | --- | --- | --- | --- | --- | --- | --- | --- | --- | --- | --- | --- | ----- |
| Gemiddeld maximum (°C)               | 32  | 33  | 34  | 33  | 32  | 32  | 31  | 31  | 31  | 31  | 31  | 31  | 32    |
| Gemiddeld minimum (°C)               | 23  | 24  | 24  | 25  | 25  | 24  | 24  | 24  | 24  | 24  | 24  | 24  | 24    |
|                                      |     |     |     |     |     |     |     |     |     |     |     |     |       |
| Neerslag (mm)                        | 30  | 21  | 49  | 122 | 319 | 269 | 290 | 273 | 399 | 310 | 176 | 59  | 2.317 |
| Bron: Thai Meteorological Department |     |     |     |     |     |     |     |     |     |     |     |     |       |

## Bevolking
Volgens een volkstelling in 2010 wonen er 525.018 mensen op Phuket, waaronder 115.881 (21,1%) buitenlanders. Het merendeel van de bevolking is boeddhistisch. Daarnaast is ongeveer 30% van de inwoners moslim, grotendeels afstammelingen van de oorspronkelijke bevolking van Phuket.

### Chinese Thai
Een aanzienlijke minderheid van de bewoners is Chinees. Er zijn op Phuket vele Chinese tempels, Chinese verenigingen en andere Chinese faciliteiten te vinden. Jaarlijks wordt het religieuze vegetarische festival door zowel de Chinese Thai, als de autochtone Thai gevierd.
Tempels:
- Bang Neowschrijn
- Jui Tuischrijn
- Kathuschrijn
- Kiew Tian Kengschrijn
- Samkongschrijn
- Tha Ruaschrijn
- Cherng Thalayschrijn
- Hok Nguan Kungschrijn
- Sapamschrijn
- Jao Mae Kuan Imschrijn
- Yok Ke Kengschrijn
- Put Jaw Chinese tempel
- Boon Kaw Kongschrijn
- Schrijn van het serene licht
- Sui Boon Tongschrijn

## Toerisme

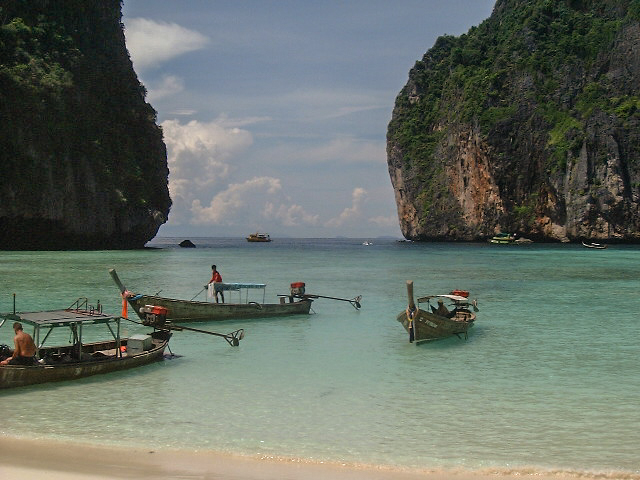
Ko Phi Phi

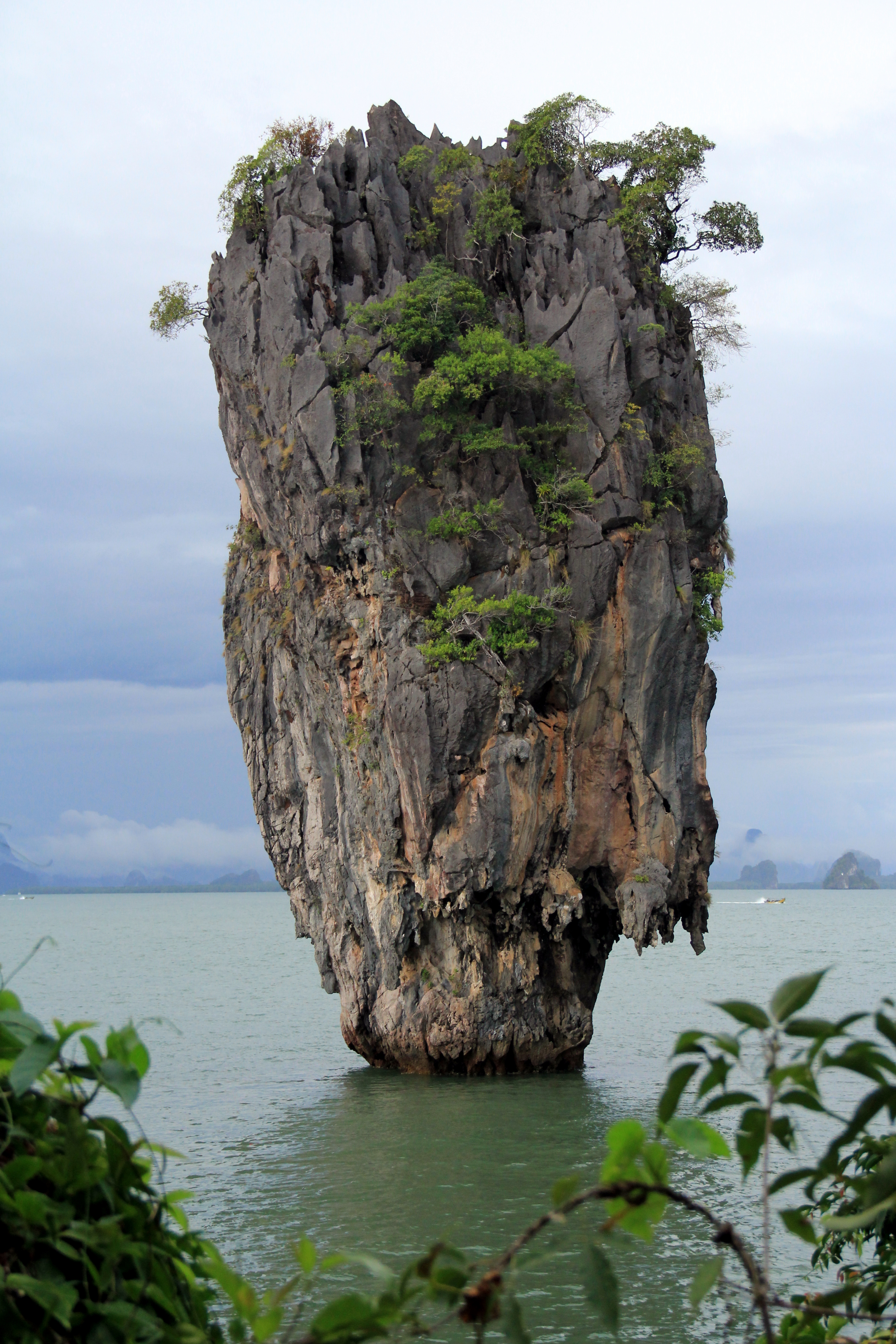
Ko Tapu, ofwel James Bondeiland

Tegenwoordig dankt Phuket zijn welvaart grotendeels aan de toeristenindustrie. Patong strand is de populairste plek van toeristen om op vakantie te gaan. Patong heeft een berucht nachtleven en mooie stranden.

### Zien en doen
- De tempels en kolonialistisch gebouwen in Phuket stad.
- Wat Chalong - Boeddhistische tempel (wat)
- 3 Bay View Point met uitzicht op de stranden Kata Yai, Kata Noi en Karon.
- Kata Beach ligt in een kleine baai tussen groene kliffen aan de zuidwestkust van het eiland Phuket. Er rijdt een bus van het vliegveld naar Kata. Er zijn ook busroutes die Kata verbinden met Phuket Town en Karon.
- The Big Buddha of Phuket op de top van een berg vlak bij Phuket-stad. Het beeld is 45 m hoog en belegd met wit marmer.
- De grootste watervallen van Thailand bevinden zich op Phuket.
- Ko Phi Phi – 1,5 uur met de boot. Hier werden delen van de populaire film The Beach opgenomen.
- Phang Nga Baai: De baai, waaruit rotsten op willekeurige plaatsen lijken op te rijzen uit de zee, is als decor gebruikt voor vele films. Beroemd is het zogenaamde  James Bondeiland waar in 1974 The Man with the Golden Gun gedeeltelijk werd opgenomen.

## Verkeer en vervoer
De Internationale Luchthaven Phuket ligt circa 32 km van Phuket (stad), in het noorden van het eiland. Vanaf hier vertrekken vluchten naar vele binnen- en buitenlandse bestemmingen.

## Afbeeldingen

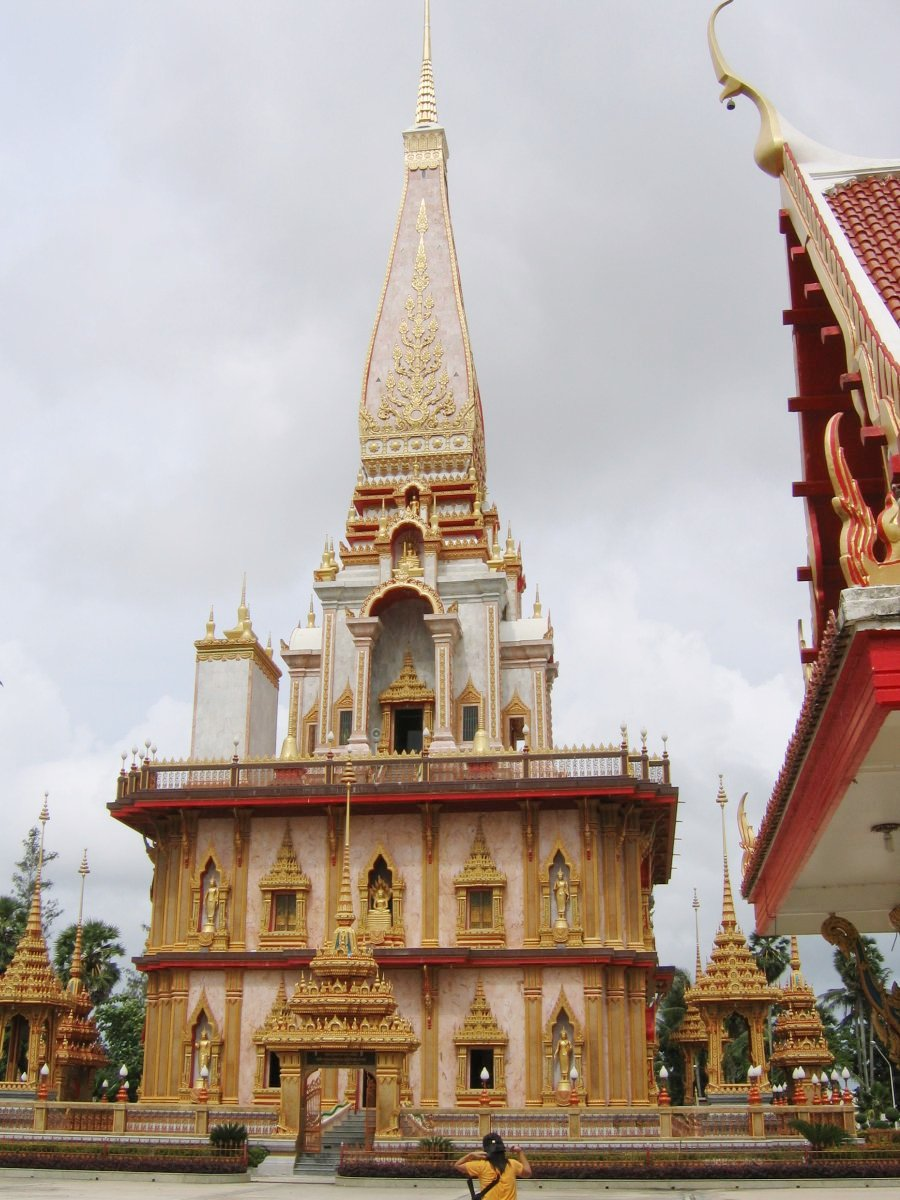
Wat Chalong
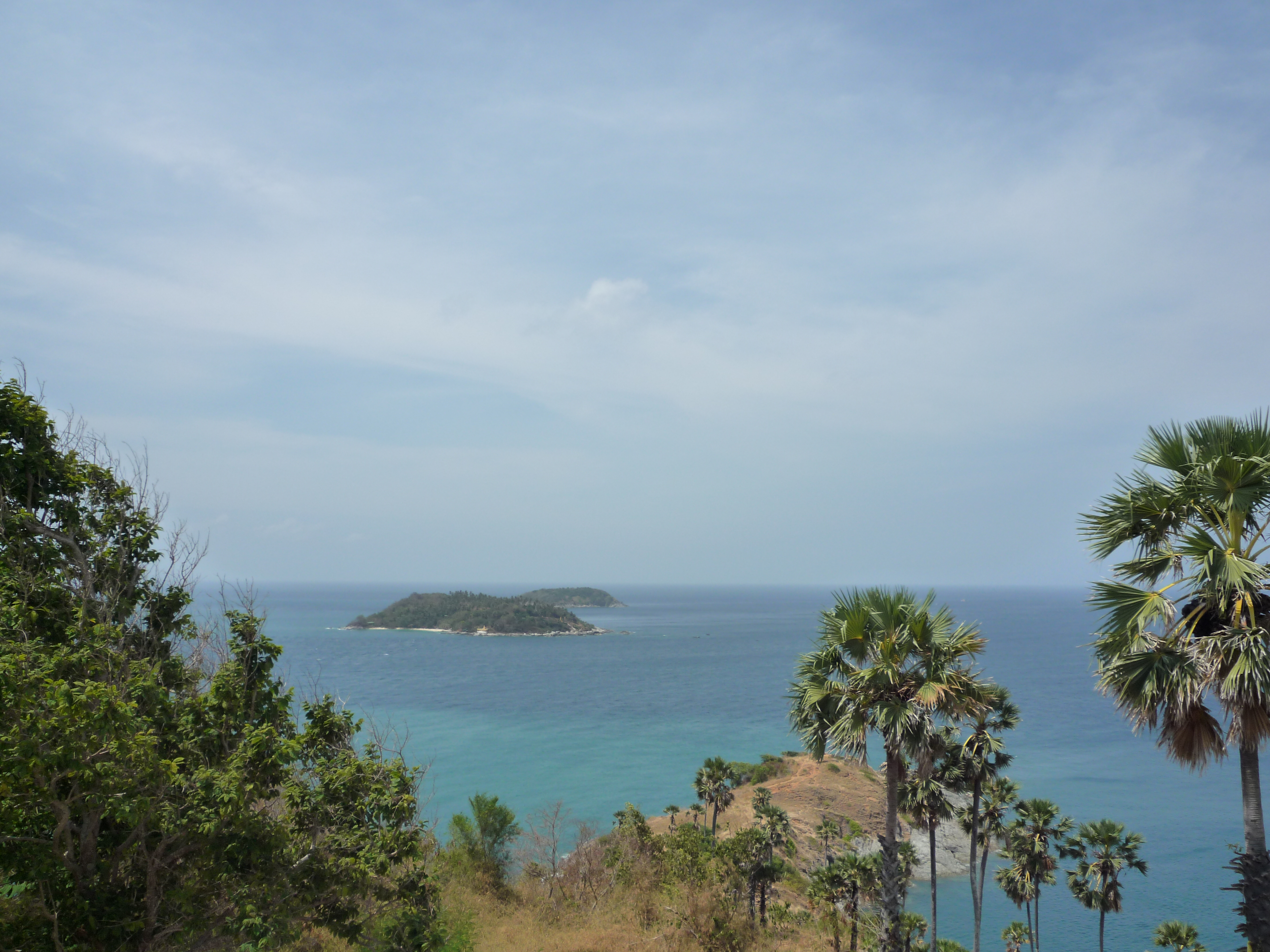
Kaap Promthep
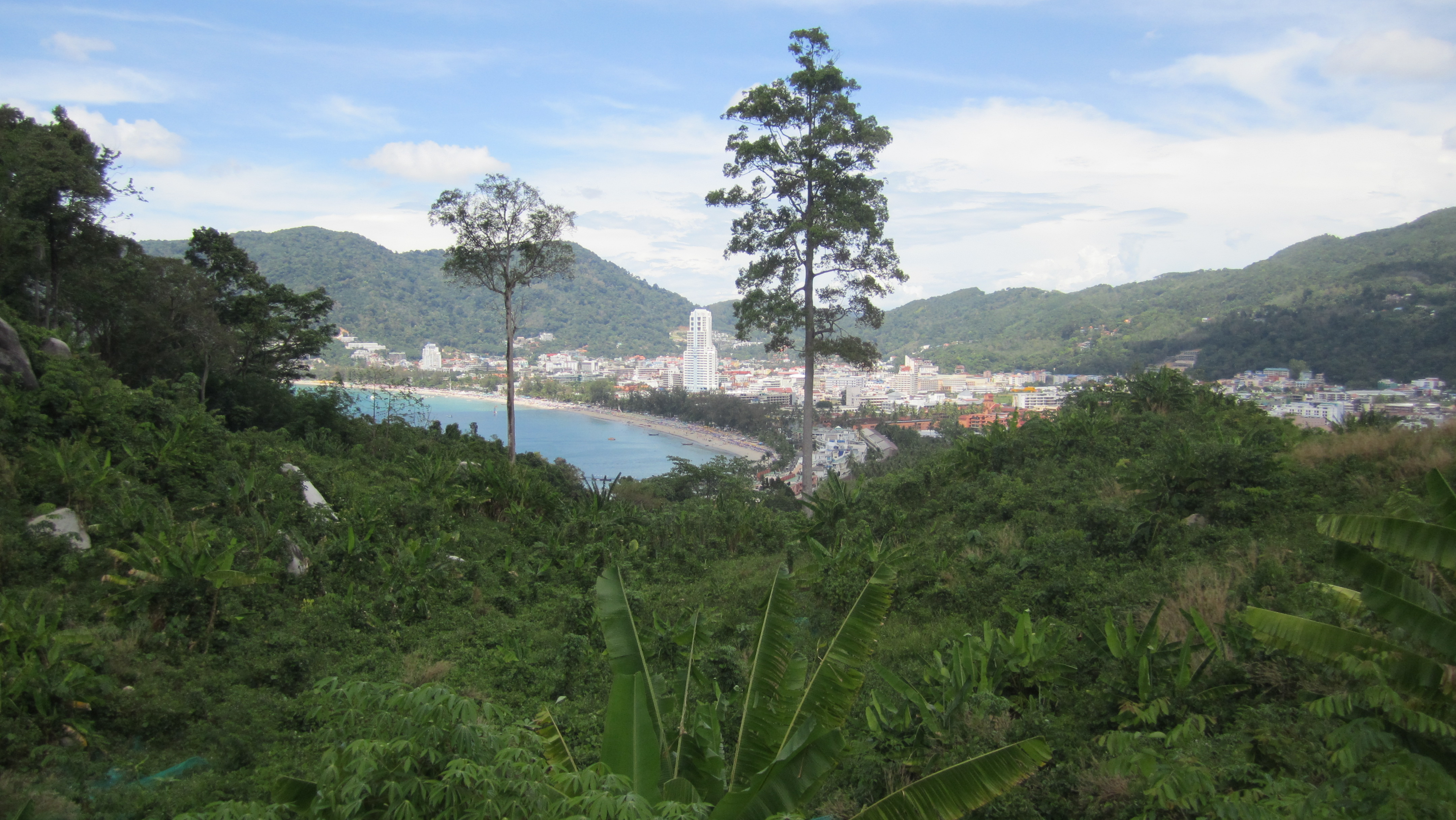
Zicht op Patong
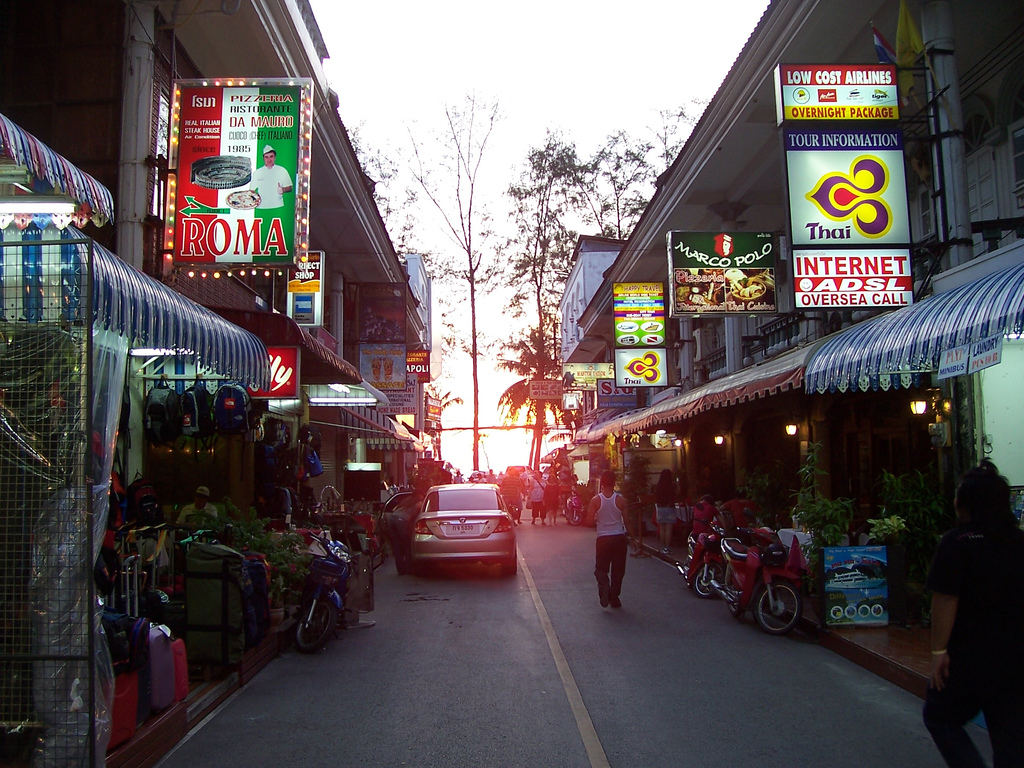
Patong
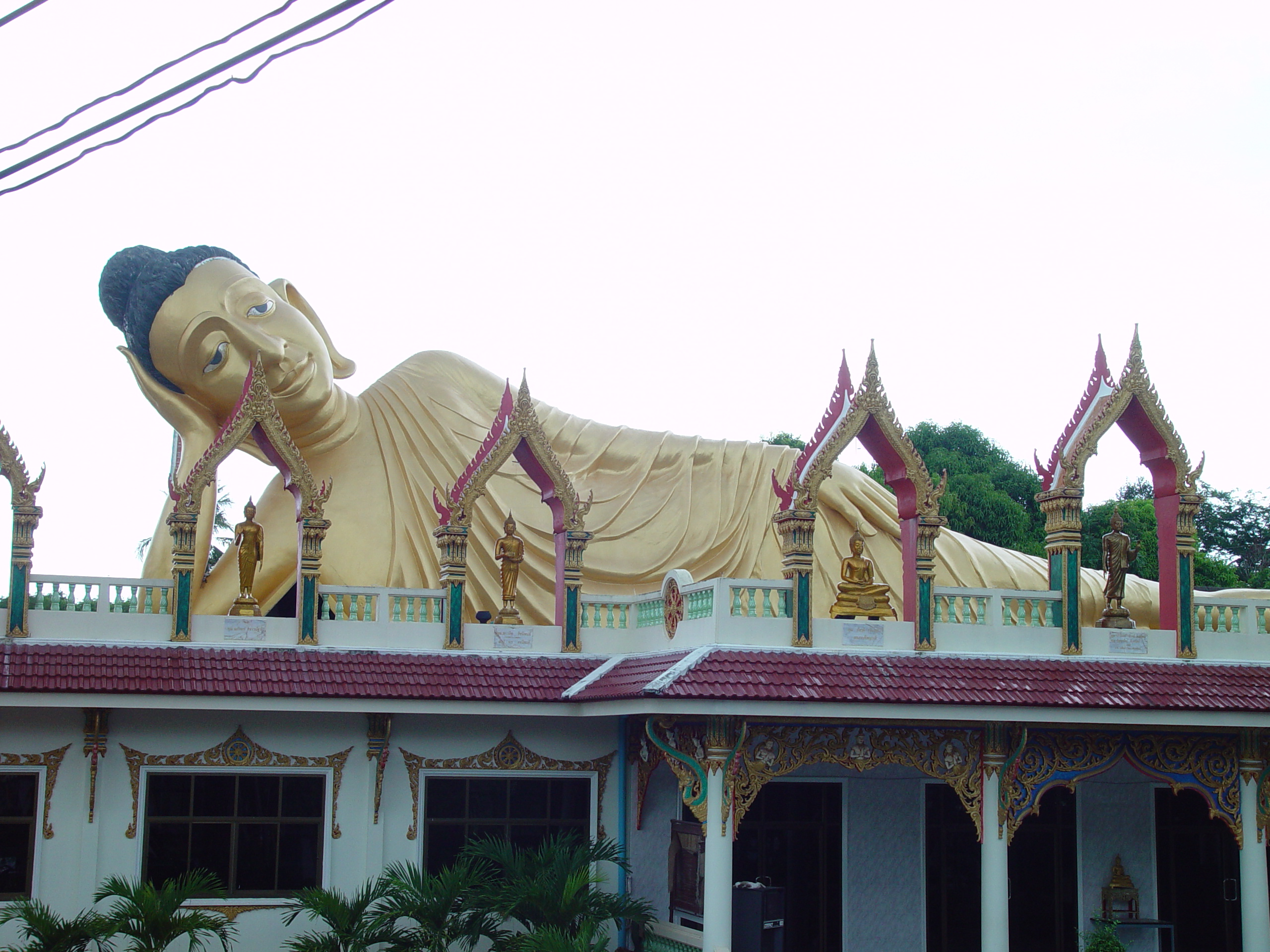
Buddhabeeld op Phuket
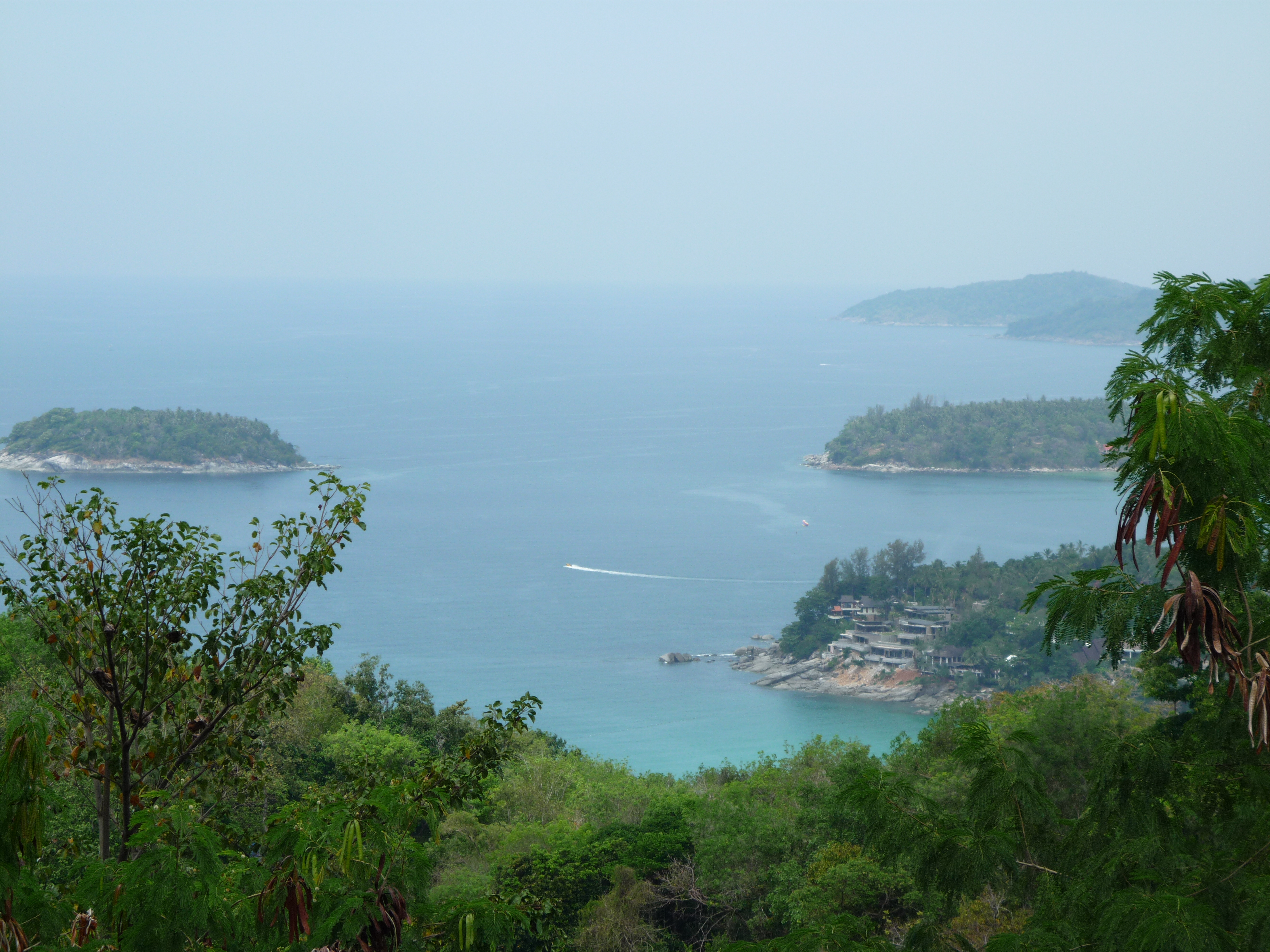
Vanaf uitzichtspunt Karon